# NGC 5494
NGC 5494 is een spiraalvormig sterrenstelsel in het sterrenbeeld Centaur. Het hemelobject werd op 30 maart 1835 ontdekt door de Britse astronoom John Herschel.

## Synoniemen
- ESO 446-25
- MCG -5-34-1
- IRAS 14094-3024
- PGC 50732